# Nancy Lyons
Beatrice Lyons, detta Nancy (12 aprile 1930), è un'ex nuotatrice australiana.
Specializzata nella rana, ha vinto la medaglia d'argento nei 200 m alle Olimpiadi di Londra 1948.

## Palmarès
- Olimpiadi

Londra 1948: argento nei 200 m rana.